# Collector's Item
Collector's Item је сингл плоча хеви метал бенда Кинг Дајмонд издата 1999. године.

## Листа песама
1. „Moonlight“ – 4:30
2. „LOA House“ – 5:35
3. „Black Hill Sanitarium“ – 4:28
4. „From the Other Side“ – 3:49
5. „Voodoo“ – 4:34

## Постава бенда
- Кинг Дајмонд - вокал
- Енди Ла Рок - гитара
- Херб Симонсен - гитара
- Крис Естес - бас гитара
- Дерин Ентони - бубњеви
- Џон Хеберт - бубњеви